# Flexanotus albescens
Flexanotus albescens är en insektsart som beskrevs av William D. Funkhouser 1927. Flexanotus albescens ingår i släktet Flexanotus och familjen hornstritar. Inga underarter finns listade i Catalogue of Life.